# Pukerua Bay
Pukerua Bay es un barrio de la ciudad de Porirua, que forma parte de la zona metropolitana de Wellington en la región de Wellington, Nueva Zelanda. Está rodeada por el mar de Tasmania e isla Kapiti al norte, la ciudad de Plimmerton al sur y el estrecho de Cook al oeste.

## Personajes
- Peter Jackson, famoso director de cine.

- Datos: Q1638452
- Multimedia: Pukerua Bay / Q1638452